# Ken Norton
Ken Norton, all'anagrafe Kenneth Howard Norton Sr. (Jacksonville, 9 agosto 1943 – Las Vegas, 18 settembre 2013), è stato un pugile e attore statunitense, noto anche come Mandingo, dal nome di un erculeo personaggio da lui interpretato sul set. Fu per breve tempo (1978) Campione del Mondo WBC dei pesi massimi. È ricordato soprattutto per aver rotto la mascella a Muhammad Ali in un incontro valido per il titolo nordamericano, da lui vinto ai punti.

## Biografia
Durante il periodo scolastico si dimostrò un atleta eccezionale: alla Jacksonville High School si cimentò in otto discipline, risultando sempre vincente. In seguito l'istituto creò la Ken Norton Rule che rendeva possibile partecipare al massimo a tre discipline. Una volta diplomatosi si trasferì, grazie ad una borsa di studio, nella Northeast Missouri State University.
Nei primi anni sessanta, esattamente dal 1963 al 1967, prestò servizio nella Marina statunitense ed in questo periodo si avvicinò alla boxe. Nel 1986, cinque anni dopo il ritiro dall'attività agonistica, rimase coinvolto in un grave incidente stradale rischiando di rimanere paralizzato. Colpito da una serie di ictus, è scomparso nel 2013 all'età di 70 anni.

## Carriera

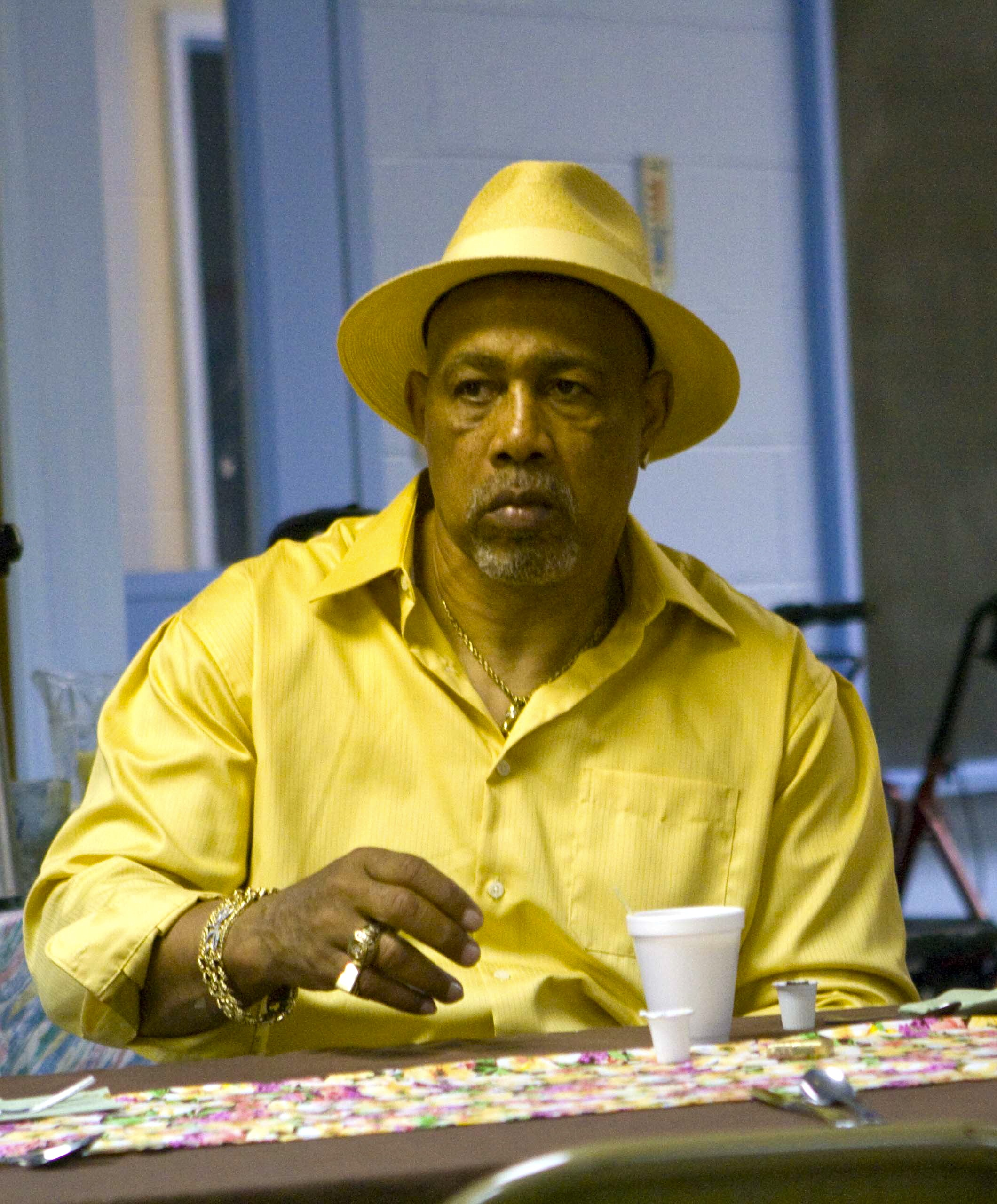
Ken Norton in occasione della sua ammissione alla Boxing Hall of Fame nel 2010 a Canastota, New York.

Nel 1967, dopo essersi affermato a livello dilettantistico, passò al professionismo tra i massimi: esordì il 14 novembre sconfiggendo Grady Brazzell in cinque riprese. Fino al maggio del 1970 collezionò 15 vittorie consecutive, perdendo per la prima volta il 2 luglio di quell'anno contro il venezuelano Jose Luis Garcia. In seguito vinse per altre 14 volte di fila, imponendosi sulla scena pugilistica americana.
Nel 1973 gli capitò una grande occasione: quella di battersi contro Muhammad Ali. L'incontro si tenne sabato 31 marzo a San Diego, in California. Nonostante il suo record di 29-1-0, Norton non sembrava un avversario all'altezza del grande Muhammad Ali; sul ring però Norton riuscì a sovvertire i pronostici: i suoi duri colpi finirono per fratturare la mandibola di Ali, e vinse ai punti dopo 12 riprese. Rimane controverso a che round Norton spezzò la mandibola di Ali. Con questa vittoria Norton si aggiudicò il titolo nazionale NABF dei pesi massimi. Lo riconsegnò ad Ali nella rivincita del 10 settembre 1973, sconfitto ai punti.
Nonostante la sconfitta contro Ali, la fama di Norton era ormai mondiale così nel marzo del 1974 (a quasi un anno di distanza dalla vittoria contro Ali) combatté contro George Foreman per il titolo mondiale: la supremazia di Big George fu però evidente, e Norton fu messo KO alla seconda ripresa. Negli anni seguenti affrontò avversari di basso livello, anche se si ricorda la vittoria contro Jerry Quarry (il 24 marzo 1975) grazie alla quale si riprese il titolo nazionale. Il 28 settembre 1976 affrontò Ali per la terza volta con in palio i titoli WBA e WBC, venendo sconfitto ai punti in 15 riprese con decisione unanime anche se di stretta misura (una o due riprese). Prescindendo dai cartellini dei giudici, il parere degli osservatori a bordo ring rimane controverso. La United Press International aveva visto Norton vincitore anche se per una sola ripresa. Il pugile sconfitto dichiarò di considerarsi vincitore di nove-dieci round. Al contrario la Associated Press ritenne che Ali avesse prevalso per 9-6 riprese e il Campione del Mondo dichiarò di aver fatto il minimo indispensabile per aggiudicarsi il match.
Il 5 novembre 1977 Norton sconfisse Jimmy Young ai punti per decisione contrastata la semifinale per il titolo mondiale allestita dalla WBC a Las Vegas. L'incontro si tradusse poi in una virtuale assegnazione del titolo mondiale, essendosi rifiutato il nuovo detentore Leon Spinks di combattere contro Norton. Per effetto di questa deliberazione, Norton è stato il primo pugile a conquistare un titolo mondiale senza aver realmente disputato un incontro per l'assegnazione. La situazione si ripeté nel 1992 con Lennox Lewis. 
Norton perse il titolo alla prima difesa, il 9 giugno 1978, sconfitto ai punti in 15 riprese da Larry Holmes nel corso di un incontro leggendario .Pugile di buon livello tecnico agonistico e dotato di un notevole gancio sinistro era penalizzato da una mascella piuttosto delicata. Venne letteralmente spazzato via da pugili potenti , non solo Foreman ma in modo ancora più netto Shavers e sul finale di carriera Cooney.
Chiuse la sua carriera il 10 maggio 1981 con un record di 42 vittorie (33 k.o.), 7 sconfitte e 1 pareggio.

## Attore cinematografico
Verso la fine della carriera divenne attore per la Paramount di Dino De Laurentiis nel film Mandingo.
Nel 1976 Ken Norton fu protagonista del sequel Drum, l'ultimo Mandingo di Steve Carver, la storia dell'ultimo afro-americano, che si batte per la sua libertà e di quella del suo popolo.
Nel 1976 fu contattato da Sylvester Stallone per interpretare il personaggio di Apollo Creed nel film Rocky, ma all'ultimo momento la parte fu assegnata a Carl Weathers.

## Vita privata
Ha avuto cinque figli e sei nipoti.
Il figlio di Norton, Ken Junior, ha avuto una carriera di successo nel football americano vincendo tre Super Bowl negli anni novanta; è il coordinatore difensivo dei Seattle Seahawks.

## Riconoscimenti
- Match dichiarato Ring Magazine upsets of the year: Ken Norton W 12 Muhammad Ali (1973)
- La International Boxing Hall of Fame lo ha riconosciuto fra i più grandi pugili di ogni tempo.
- Nel 1998 la rivista The Ring lo ha collocato al 22º posto in una propria classifica dei migliori pesi massimi della storia del pugilato[7].

## Filmografia
- Mandingo (1975)
- Drum - L'ultimo Mandingo (1976)
- A-Team (1983) serie Tv
- Signornò (1983) serie Tv
- Supercar (1986) serie Tv
- Maledetta libertà (1986)
- Bacio mortale (1991)
- Dirty Work (1998)
- Spie come loro (1998)